# Cum summi apostolatus
Cum summi apostolatus è un'enciclica di papa Clemente XIV, datata 12 dicembre 1769, nella quale il Pontefice, dopo aver concesso, nello stesso giorno, il Giubileo, esorta i vescovi ad impegnarsi con tutte le forze per combattere contro il diffondersi di idee e opinioni pericolose, che tendono distruggere la religione e la Chiesa.

## Fonte
- Tutte le encicliche e i principali documenti pontifici emanati dal 1740. 250 anni di storia visti dalla Santa Sede, a cura di Ugo Bellocci. Vol. II: Clemente XIII (1758-1769), Clemente XIV (1769-1774), Pio VI (1775-1799), Pio VII (1800-1823), Libreria Editrice Vaticana, Città del Vaticano 1994.